# فارس القديس أوربان (رواية)
فارس القديس أوربان (بالإنجليزية: St. Urbain's Horseman)‏ هي رواية للكاتب الكندي مردخاي ريشلر، نشرت عام 1971، لأول مرة عن دار نشر ماكليلاند آند ستيوارت. 